# Slavhandeln i Buchara

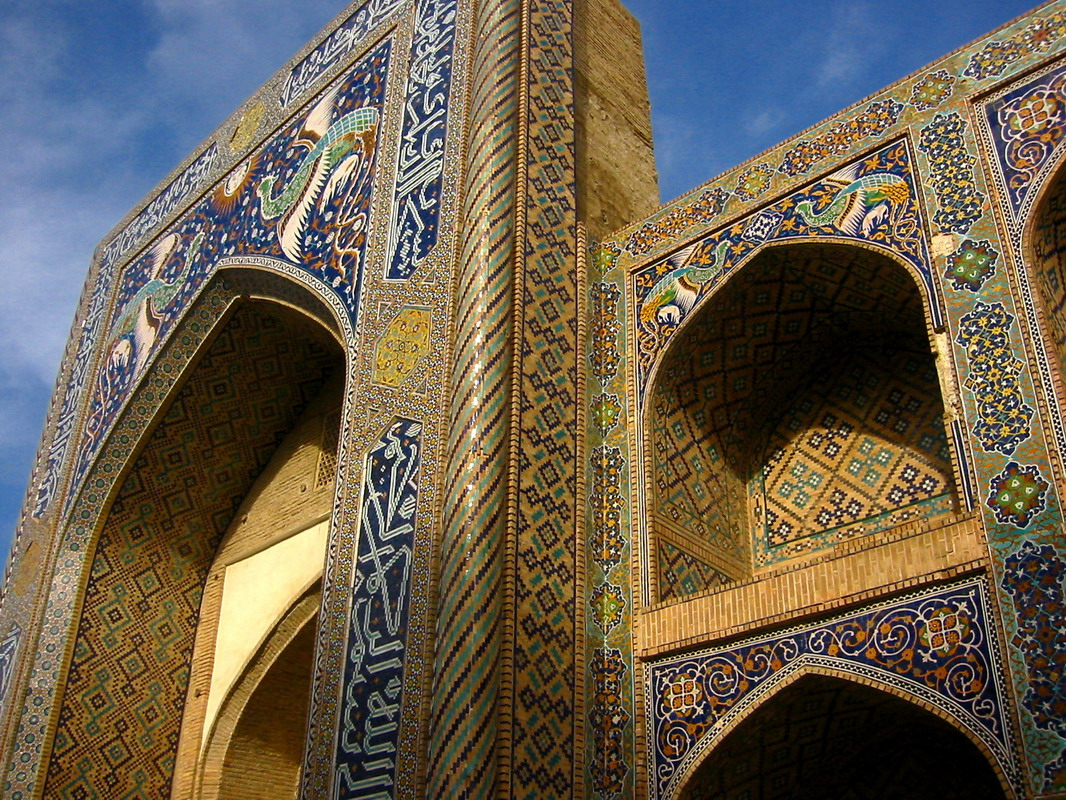
Nadir Divanbegi

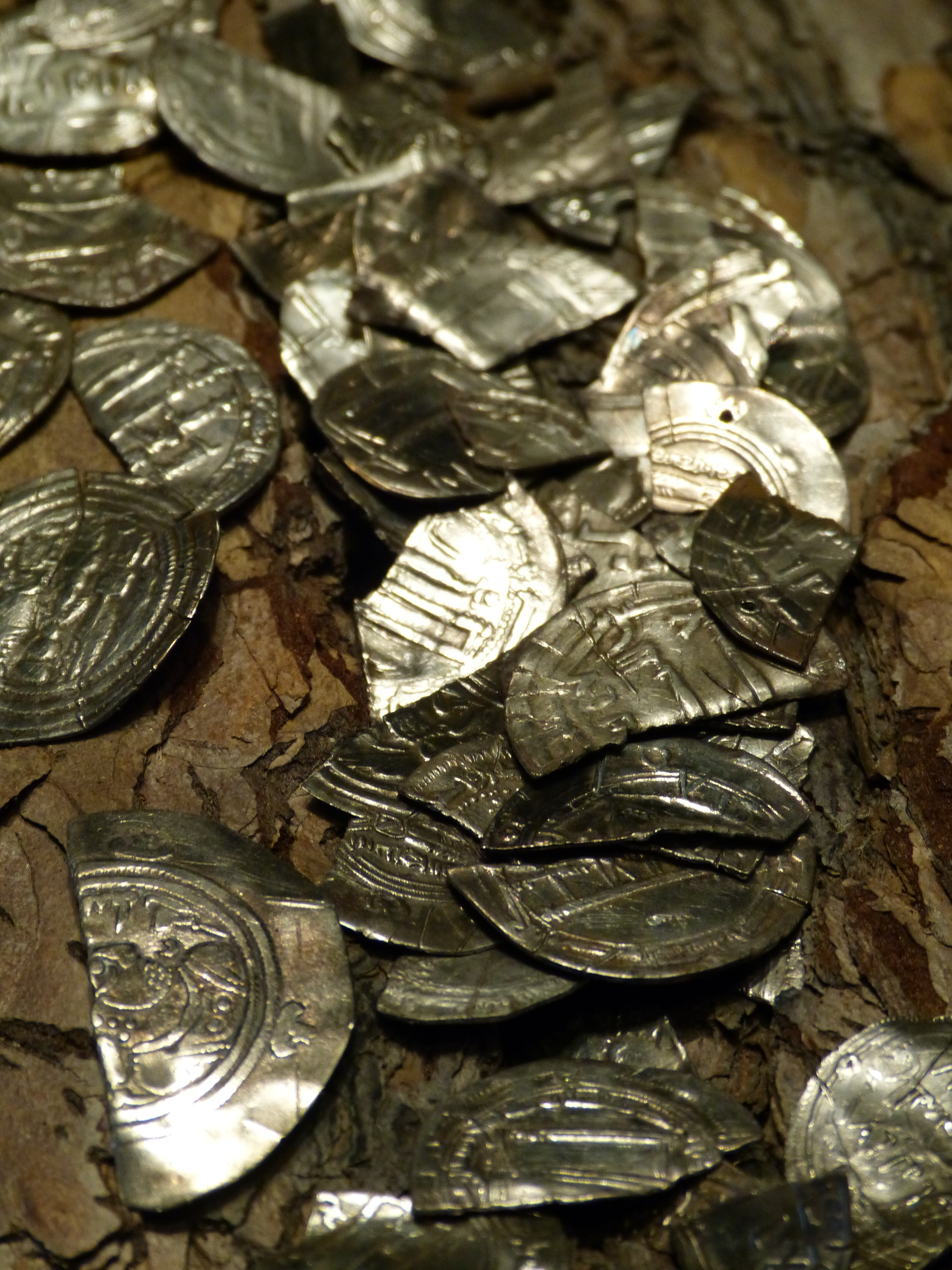

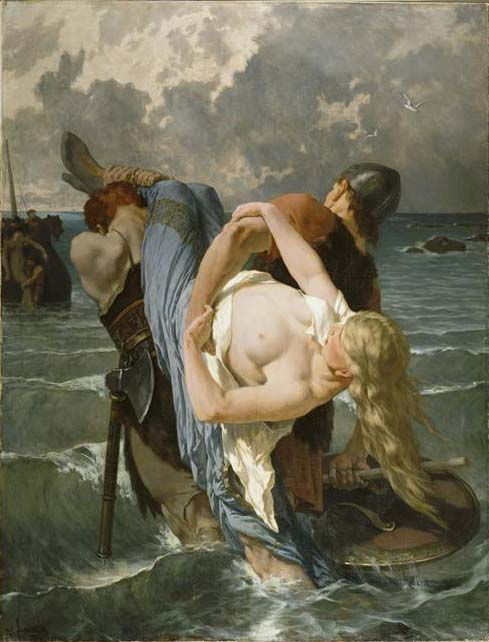

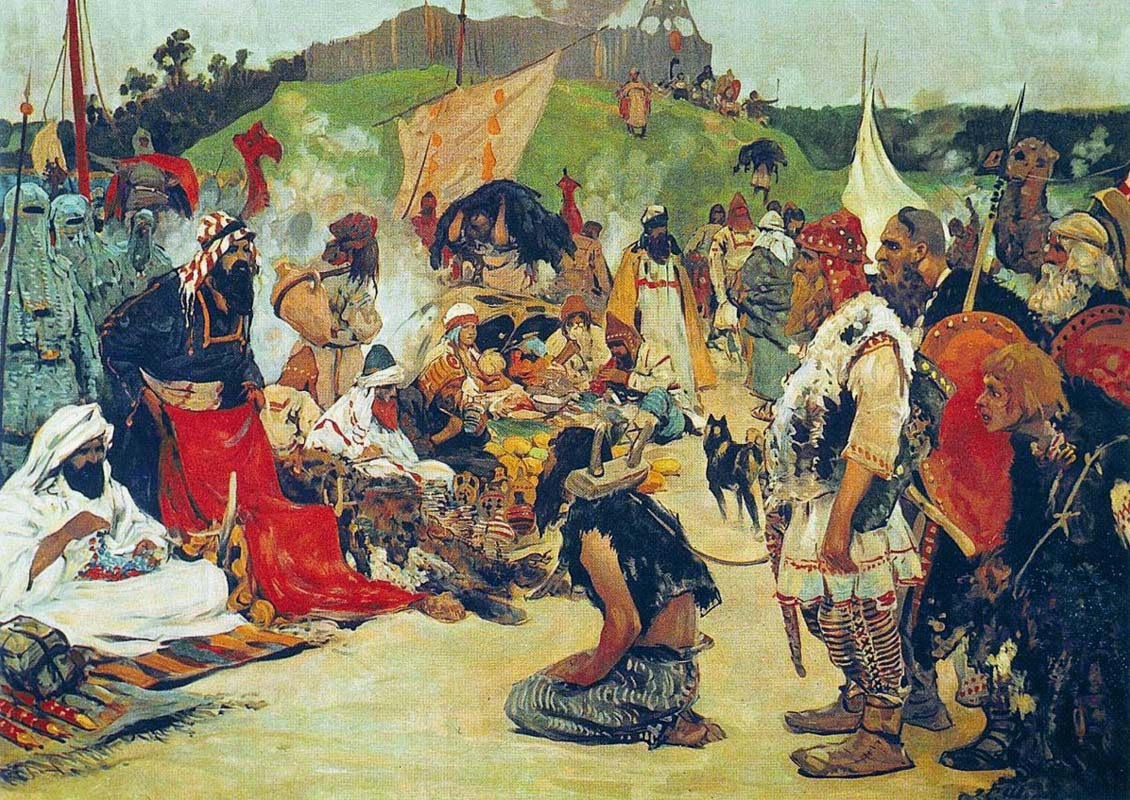

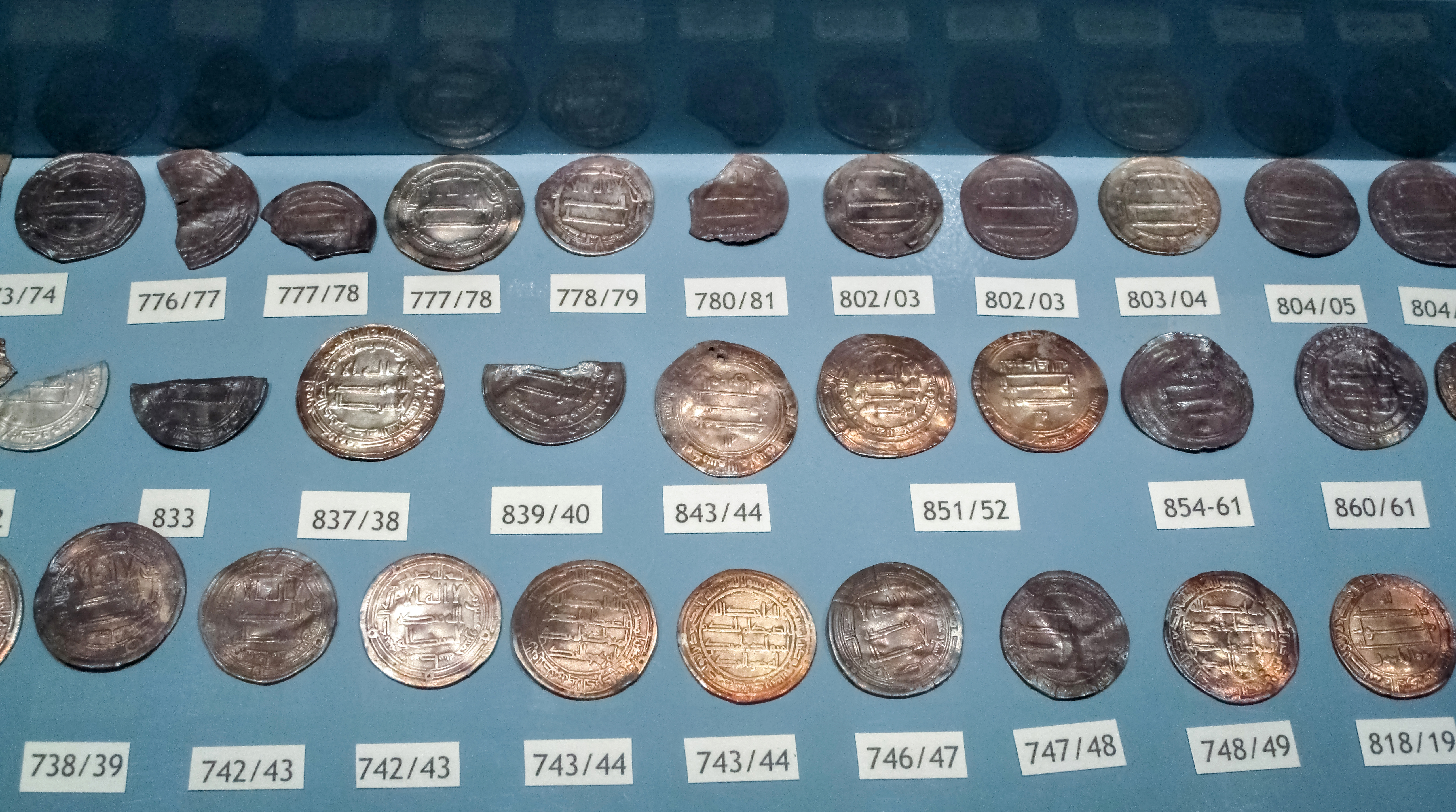
Spillingsskatten

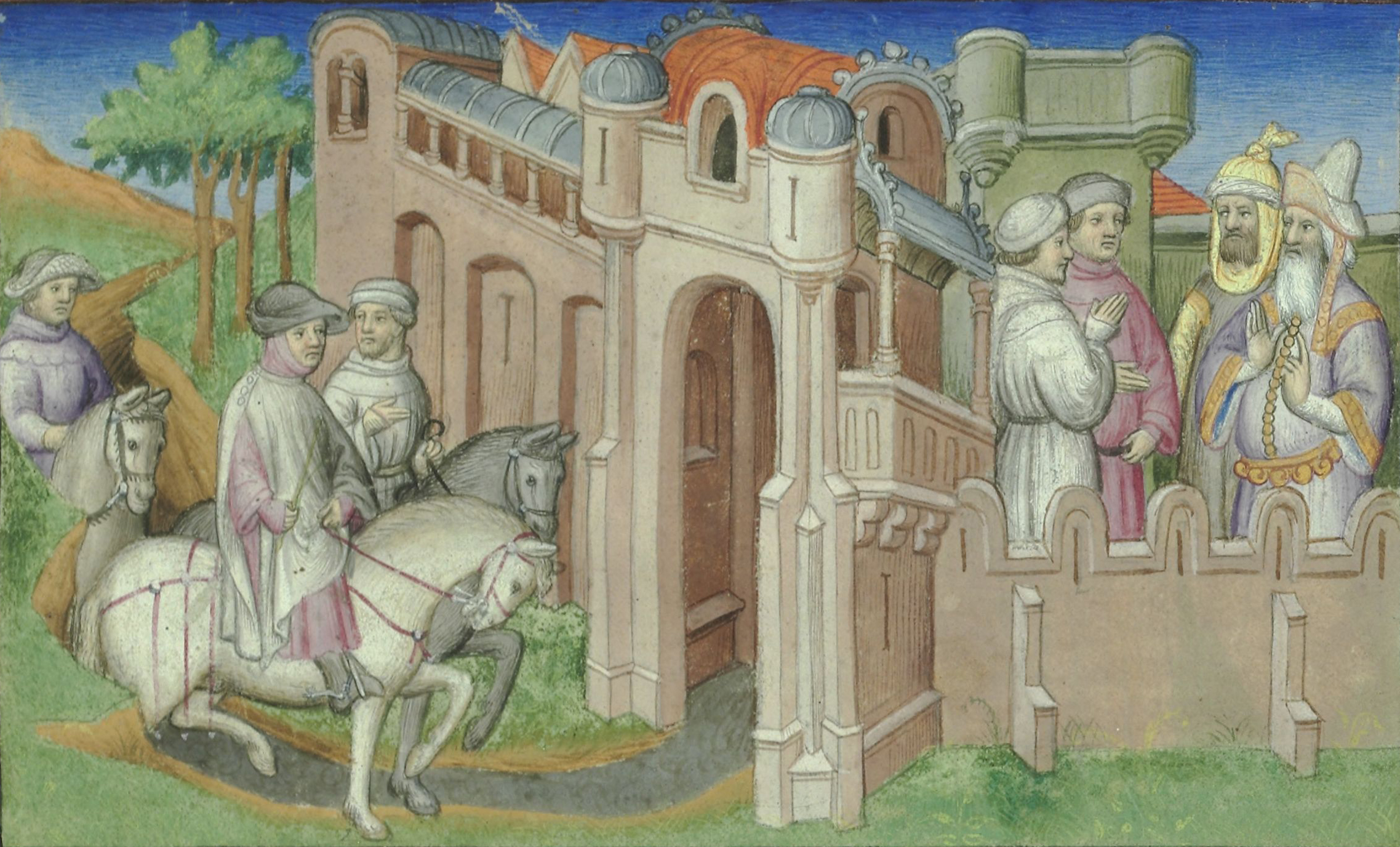

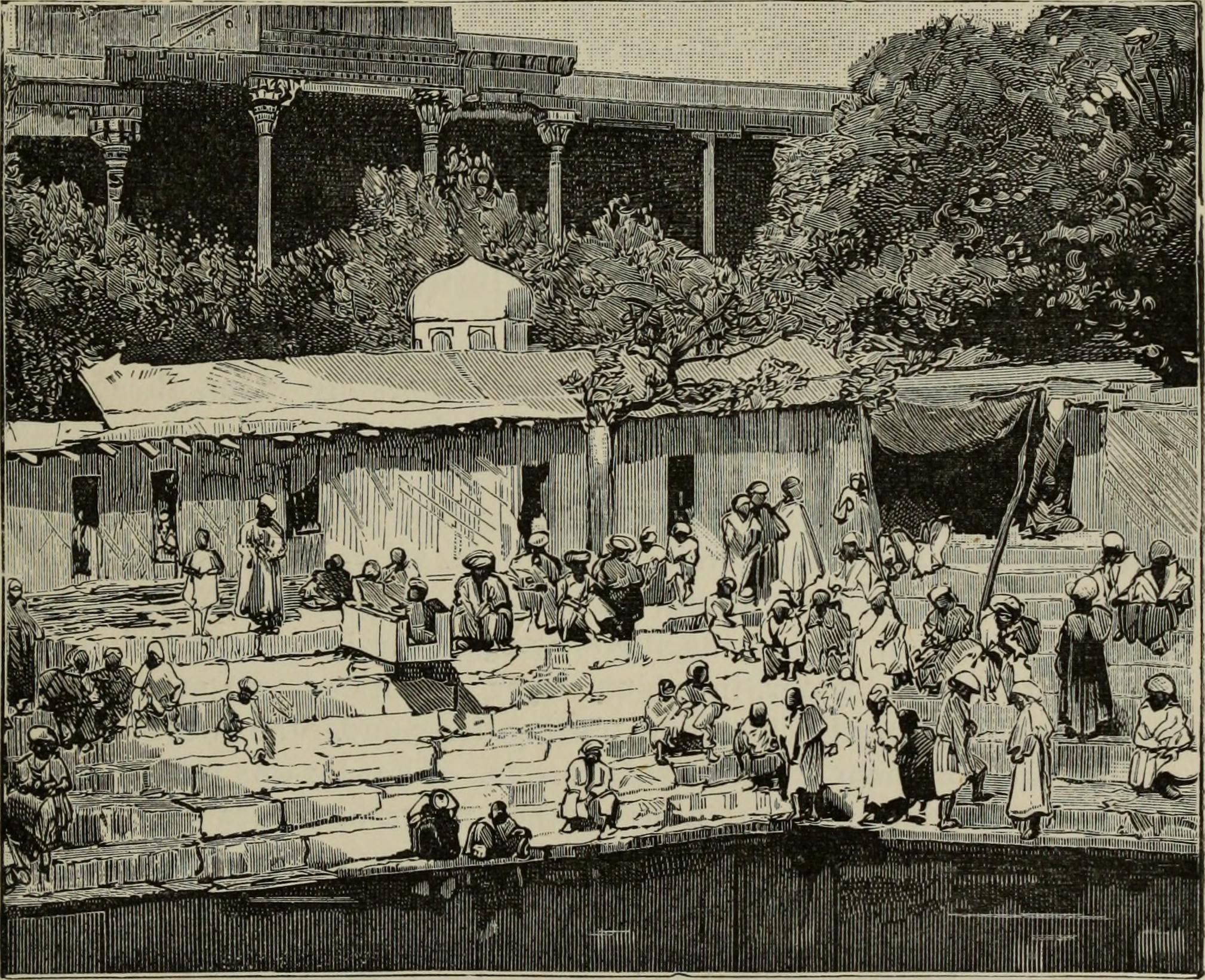

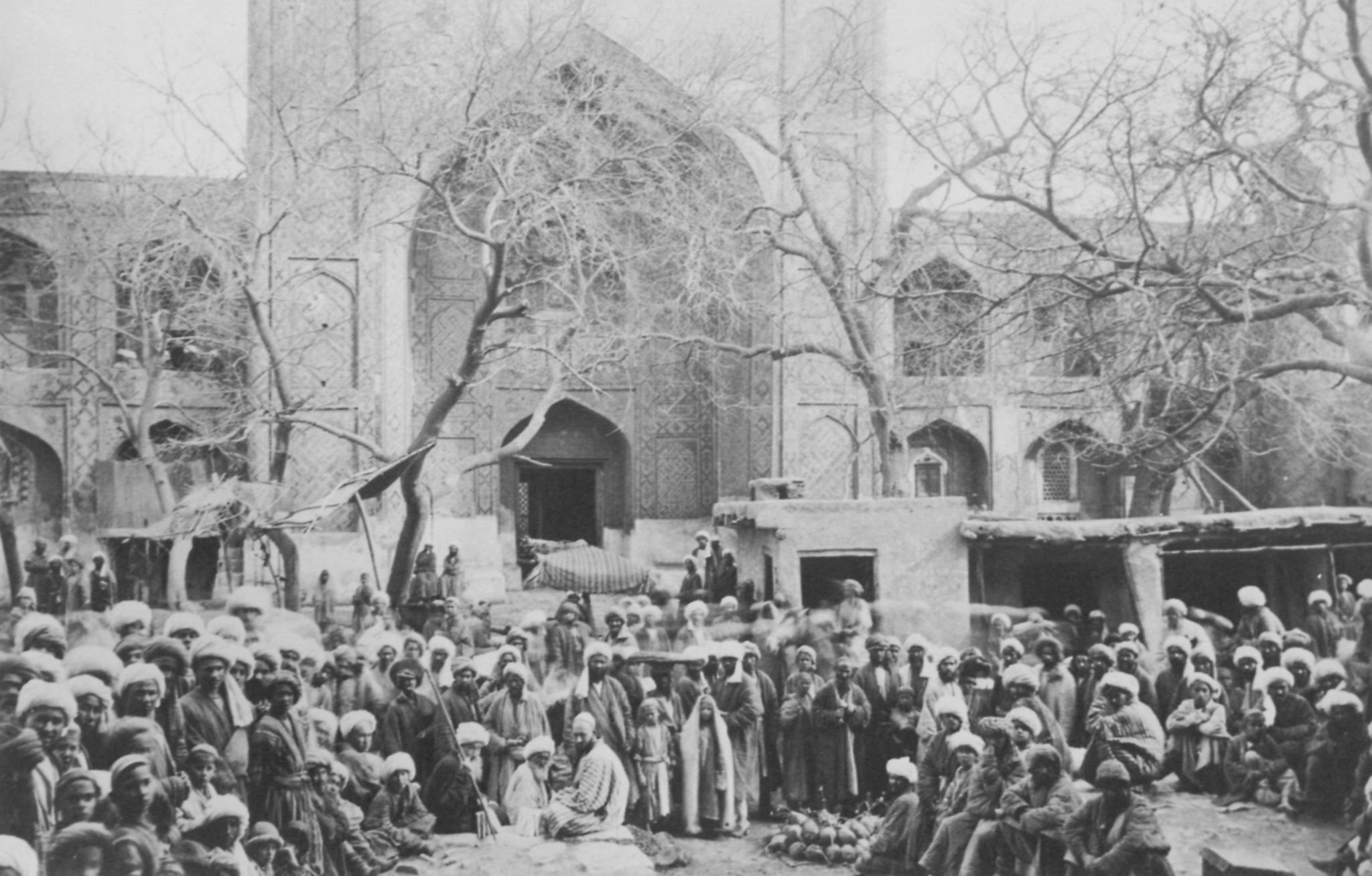

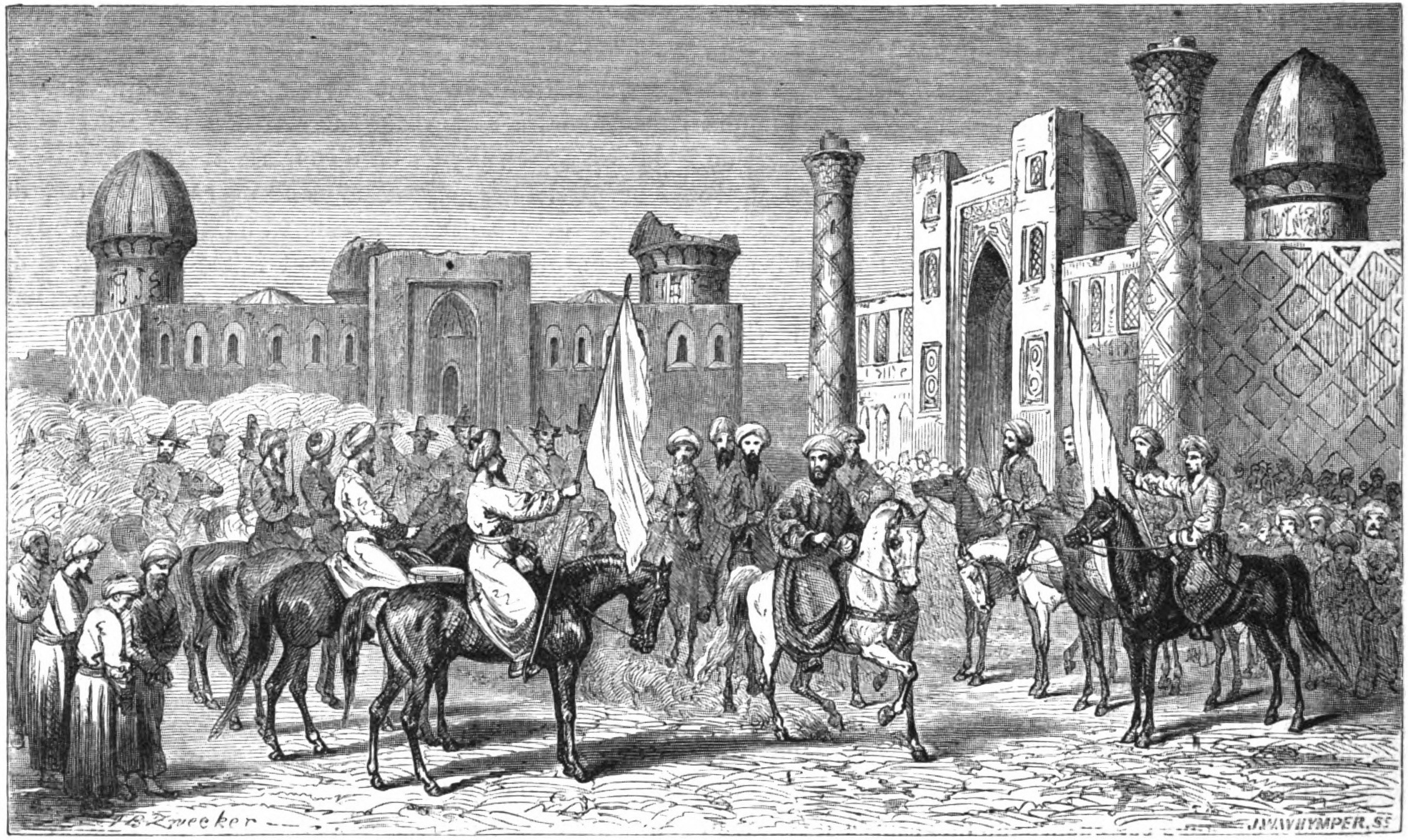

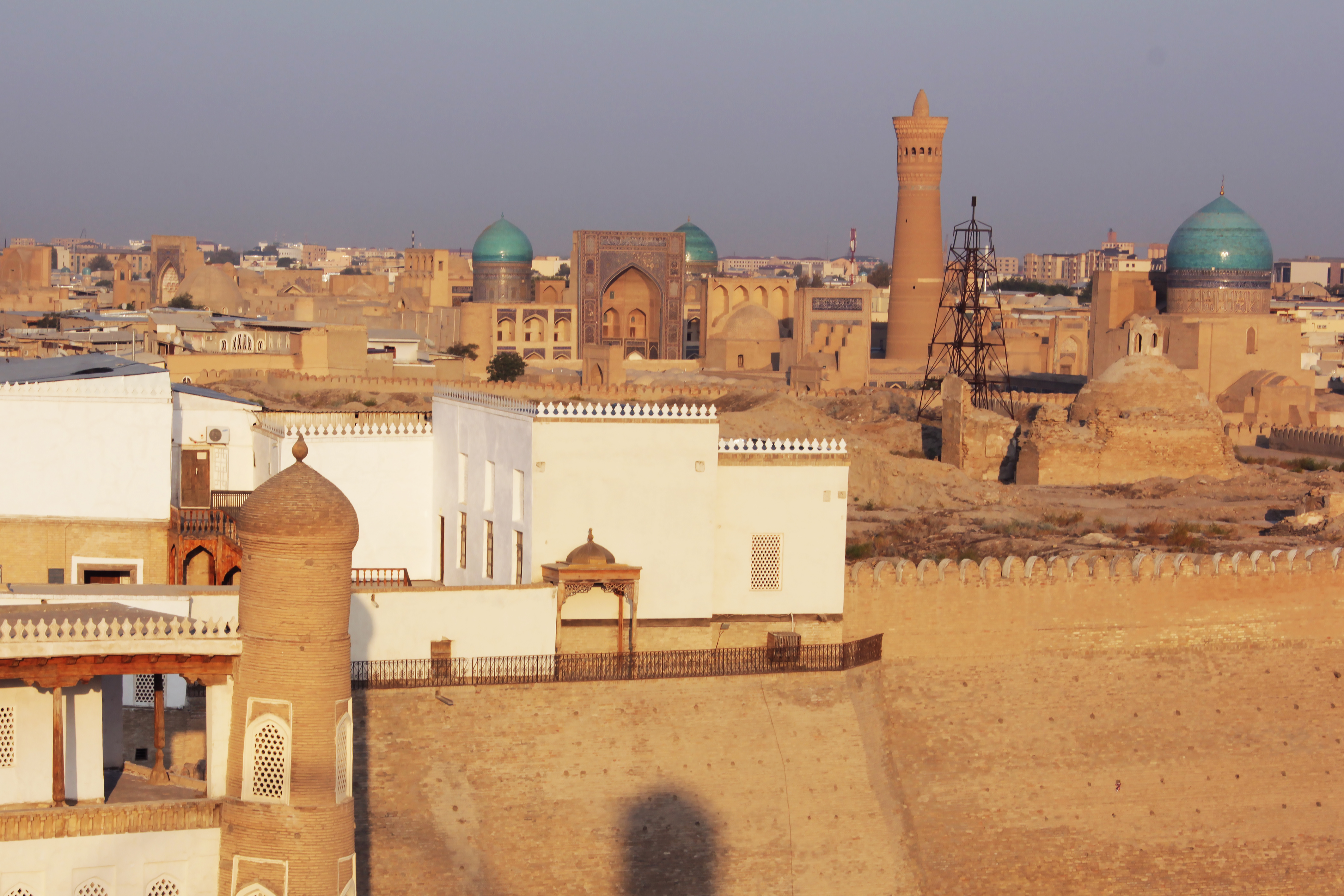

Slavhandeln i Buchara syftar på den slavhandel som pågick i Buchara i Centralasien (nuvarande Uzbekistan). Buchara utgjorde ett centrum för slavhandeln i Centralasien fram till Rysslands annektering av Buchara 1873. 
Under antiken såldes slavar längs sidenvägen mellan Kina och Europa, där Buchara var ett av de mer betydande handelscentra längs vägen. Under medeltiden var staden centrum för samanidernas slavhandel. 
Som en ort i gränsområdet mellan muslimska och icke muslimska länder, köpte muslimerna i Buchara in icke-muslimska folk, företrädesvis turkar, från stäpperna; de var även destinationen för vikingarnas slavhandel med Mellanöstern, då vikingarna sålde slavar de tillfångatagit i Europa till köpmän från Buchara, varifrån de transporterades vidare till Mellanöstern. 
Under tidigmodern tid bedrev Buchara handel med främst kristna ryssar – en del från slavhandeln på Svarta havet – och shia-muslimska perser tillfångatagna av turkmener, då shiamuslimer ansågs vara icke-muslimer av sunnimuslimerna i Buchara. Slavhandeln i Buchara började under 1800-talet konkurreras ut av slavhandeln i Chiva, men upphörde inte förrän ett förbud tvingades igenom av ryssarna efter deras annektering i slutet av 1800-talet. 

## Bakgrund
Staden Buchara låg längs sidenvägen mellan Kina och Medelhavet och utgjorde därmed länge en viktig knutpunkt för handel. Detta inkluderade slavhandel. Buchara fanns redan cirka 500 f.Kr. 
Staden tillhörde under antiken länge Persien och sasaniderna; under medeltiden tillhörde staden Gökturkiska khaganatet och dynastin Bukhar Khudahs innan det under 700-talet blev muslimskt och hamnade under först Umayyadkalifatet och sedan Abbasidkalifatet. Det tillhörde sedan - och var tidvis huvudstad - för samaniderna 892-999, khanatet Kara-Khanid, khwarezmiderna 1077–1220, mongolväldet 1220–1226, Tjagataikhanatet 1226–1370, timuriderna 1370-1501, khanatet Buchara 1501–1785 och emiratet Buchara 1785–1873.

## Antiken
Sidenvägen gick från åtminstone 200 f.Kr. (då det första kinesiska sidenet är känt i Rom) från Kina till Tien Shan-bergen, Hami, Turfan, Almalik, Tasjkent, Samarkand och Buchara, varifrån en väg gick till Merv via Bagdad och därifrån till Damaskus, Antiokia, Trebizond, Aleppo; eller till Konstantinopel; eller över Kara Kum-öknen vid Kaspiska havet till Astrachan och Kazan. Sidenvägen handlade med både textilier, ädelstenar och metaller, kosmetika och slavar. Slavhandeln längs sidenvägen kom därmed i kontakt med såväl slavhandeln i Buchara som med slavhandeln på Svarta havet.

## Samaniderna
Det låg lägligt till för slavhandel till den muslimska världen, därför att det låg mellan Dar al-Islam och Dar al-Harb, det vill säga den islamiska världen och den icke-islamiska världen, som enligt islamisk lag utgjorde en legitim källa för slavar (icke-muslimer) till den muslimska världen. 
Slavhandeln utgjorde rikets främsta inkomstkälla. Slavhandeln utgjorde tillsammans med jordbruk och övrig handel den ekonomiska basen för staten. 

### Vikingarnas slavhandel
Samaniderna upprätthöll handel med Skandinavien och Baltikum, där många samanidiska mynt har återfunnits. Under medeltiden utgjorde Buchara ett centrum för slavhandeln mellan vikingarna och Mellanöstern via Volgas handelsrutt. 
Muslimer fick inte hålla andra muslimer som slavar, och det fanns därför en stor efterfrågan på icke-muslimska trälar i Mellanöstern. I detta fall sålde vikingarna både hedningar och kristna som trälar till Mellanöstern. Araberna kallade dessa vita slavar för saqaliba, och de var troligen både slaver, balter och finnar   samt från västra Europa.
Slavleden till den muslimska världen gick först via Donau, men från 900-talet främst längst Volgas handelsrutt till Ryssland. I Ryssland sålde vikingarna trälar till bysantinarna nedåt slavhandeln på Svarta havet, eller åt arabiska handelsmän, som sedan skeppade dessa vidare till Mellanöstern, ofta via Kaspiska havet och Persien.
Denna slavled fungerade från åtminstone 786 till 1009, när silvermynt från samaniderna hittats i Skandinavien, och de människor som kidnappades under vikingarnas räder i Västeuropa såldes troligen just av vikingarna till araberna i Centralasien, en handel som var så lukrativ att den kan ha bidragit till vikingarnas räder i Västeuropa, som var en av deras källor för slavhandeln.
De personer som tillfångatogs av vikingarna under deras räder i Västeuropa, som Irland, transporterades till Haithabu eller till Brännö vid Göta älv, och därifrån över Östersjön vidare till Ryssland, där slavarna såldes till muslimska köpmän i utbyte mot de silver dirham och siden som har återfunnits i Birka, Wollin och Dublin; under 700- och 800-talen gick slavhandeln mellan vikingarna och den muslimska världen främst via Khazarriket, men från cirka 900 och framåt gick den genom via Volgabulgariska riket, varifrån slavarna transporterades via Khwarizm till Samanidernas slavmarknad i Buchara i Centralasien och därifrån vidare till slaveri i Abbasidkalifatet i Mellanöstern.
Många mynt har återfunnits i vikingaskatter i Skandinavien från denna slavhandel. Bland vikingaskatter som innehållit sådana arabiska mynt kan nämnas Spillingsskatten och Sundvedaskatten.

### Slavhandel med turkiska folk
En stor källa för slavar utgjordes av de då ännu icke-muslimska turkiska folken i Centralasien, som både köptes och regelbundet kidnappades i slavräder i tusentals.
De icke muslimska turkiska folken i Centralasien utgjorde en stadig och regelbunden källa för slavräder från den muslimska världen i århundraden, eftersom de som icke muslimer betraktades som en legitim källa för slavar, och turkar var omtyckta som slavar i den muslimska världen. I Mellanöstern klassificerades turkar som "vita" och många av de slavar som kallades vita i Arabvärlden bestod av just turkar från Centralasien. Denna källa upphörde aldrig helt, eftersom endast en del turkiska folk så småningom övergick till islam, medan andra förblev icke-muslimer. 

### Slavmarknaden
Slavarna användes både för den inhemska marknaden, och exporterades vidare till Abbasidkalifatet i Bagdad.  Det fanns en stor marknad för slavsoldater i Abbasidkalifatet.

## Khwarezmiderna och de mongoliska rikena
Se även: Slavhandeln i Mongolväldet
Efter samanidernas fall kom staden att ingå i khwarezmidernas rike. År 1220 hamnade Buchara i vägen för Mongolväldets erövringar och jämnades med marken. Dess betydelse som centrum för slavhandel bidrog dock till stadens långsamma återhämtning under det mongoliska Tjagataikhanatet 1226–1370 och under timuriderna 1370–1501, då Buchara ingick i Centralasiens nätverk av slavhandelsstäder.
Under 1000-talet upphörde handeln med vikingarna, vilket innebar att importen av europeiska slavar minskade betydligt. Den upphörde dock inte helt, eftersom en mindre import anlände som en följd av de ryska furstendömenas inbördes strider, där ryska furstar hyrde stäppfolk att slåss som legosoldater och tillät dessa att ta med sig innevånare från andra ryska furstendömen som slavar till Centralasien, där de hamnade i slavhandeln. Den huvudsakliga slavhandeln var dock fortsatt den med icke muslimska turkiska folk från stäppen, då dessa fortsatt inte hade konverterat till islam och var mycket populära på slavmarknaden i Mellanöstern. 
Mongolerna brände ned Buchara 1220, men under mongolväldet kunde staden återhämta sig då den inkorporerades i Mongolväldets slavhandel. Mongolväldet bedrev en massiv internationell slavhandel med krigsfångar under Mongolväldets invasioner och erövringar, och utnyttjade ett nätverk av städer för att transportera slavar av olika etnicitet och religion till andra delar av imperiet där det fanns marknad för dem; så som kristna slavar till den muslimska världen och muslimska slavar till den kristna.
Imperiets slavhandelsnätverk gick rutten Nordkina-Nordindien-Mellanöstern upp till Kipchak-stäppen mellan Kaspiska och Svarta havet mot Europa; centrum var huvudstaden Qaraqorum och därefter de olika khanatens huvudstäder, och även befintliga slavcentrum användes för att transportera slavarna mot imperiets periferier: bland dessa var Centralasiens gamla slavhandelscentrum Buchara, som alltså integrerades i Mongolväldets lukrativa slavhandel.

## Khanatet och emiratet Buchara
Buchara var en av de största slavmarknaderna i Centralasien till in på 1800-talet. Islam förbjöd förslavandet av muslimer, vilket tolkades som sunnimuslimer i Buchara eftersom staten var sunnimuslimsk. Indiska hinduer, shia-muslimska perser och kristna ryssar var de huvudsakliga offren för slavmarknaden i Buchara.

### Slavhandeln
Slavarna tillfångatogs i slavräder mot gränsområden och av banditer som överföll karavaner på Centralasien. Lokala makthavare gav också slavar till varandra som diplomatiska gåvor.
Under 1700- och 1800-talen försågs slavmarknaden med ryska slavar levererade via slavhandeln i Kazakkhanatet.
Slavmarknaden i Chiva och Buchara beskrevs av Anthony Jenkinson under 1500-talet, då de ska ha varit största slavmarknader. Både Chiva och Buchara sålde 100 000 slavar årligen; de flesta av dem var perser (som i egenskap av shiamuslimer var legitima för sunnimuslimer att förslava), som tillfångatogs i räder av turkmenerna, eller ryssar, som köptes av krimtatarerna.

### Slavmarknaden
Slavarna köptes på 1500-talet av indiska köpmän och andra köpmän från "Öst".
Slavarna såldes till andra islamiska khanat, och användes för inhemskt bruk. Buchara använde slavar, främst indiska slavar, inom sitt jordbruk.
Slavmarknaden i Chiva och Buchara var fortfarande bland de största i världen, och turkmenerna var så ökända för slavhandel att det påstods att turkmener "would not hesitate to sell into slavery the Prophet himself, did he fall into their hands".
Mellan 20 000 och 40 000 slavar uppskattats ha funnits i Buchara år 1821, och runt 20.000 på 1860-talet.

## Avskaffande
Slavhandeln i Buchara stängdes genom Rysslands annektering 1873. Efter Rysslands annektering av Buchara 1873 förbjöds slavhandeln, men i kontrast till fallet i Chiva, förbjöds inte slaveriet som sådant. 
När staten annekterades gratulerade den ryska generalguvernören emir Muzaffar bin Nasrullah till att ha avskaffat slavhandeln och uttryckte förhoppningen att även slaveriet i sig kunde avvecklas de följande tio åren.  
Emiren lovade ryssarna att förklara slaveriet avskaffat 1883, på villkor att slavarna stannade hos sina ägare till dess, varefter slavarna skulle få rätten att köpa sig fria; ryssarna avstod därefter från att pressa emiren för att inte störa relationen till honom.
Slavhandeln fortsatte dock i hemlighet, och även emiren själv fortsatte köpa persiska slavar från turkmeniska slavhandlare för att upprätthålla sin armé och sitt harem. Ännu 1878 uppgav en rysk agent ha bevittnat slavhandel i Buchara, och 1882 hörde den engelska resenären Henry Lansdell rapporter om den pågående slavhandeln.
När 'Abd al-Ahad Khan efterträdde sin far som emir 1885 avskaffade han formellt slaveriet; i praktiken fortsatte dock praktiken med husslavar och slaveriet i kungliga haremet.

## Bildgalleri

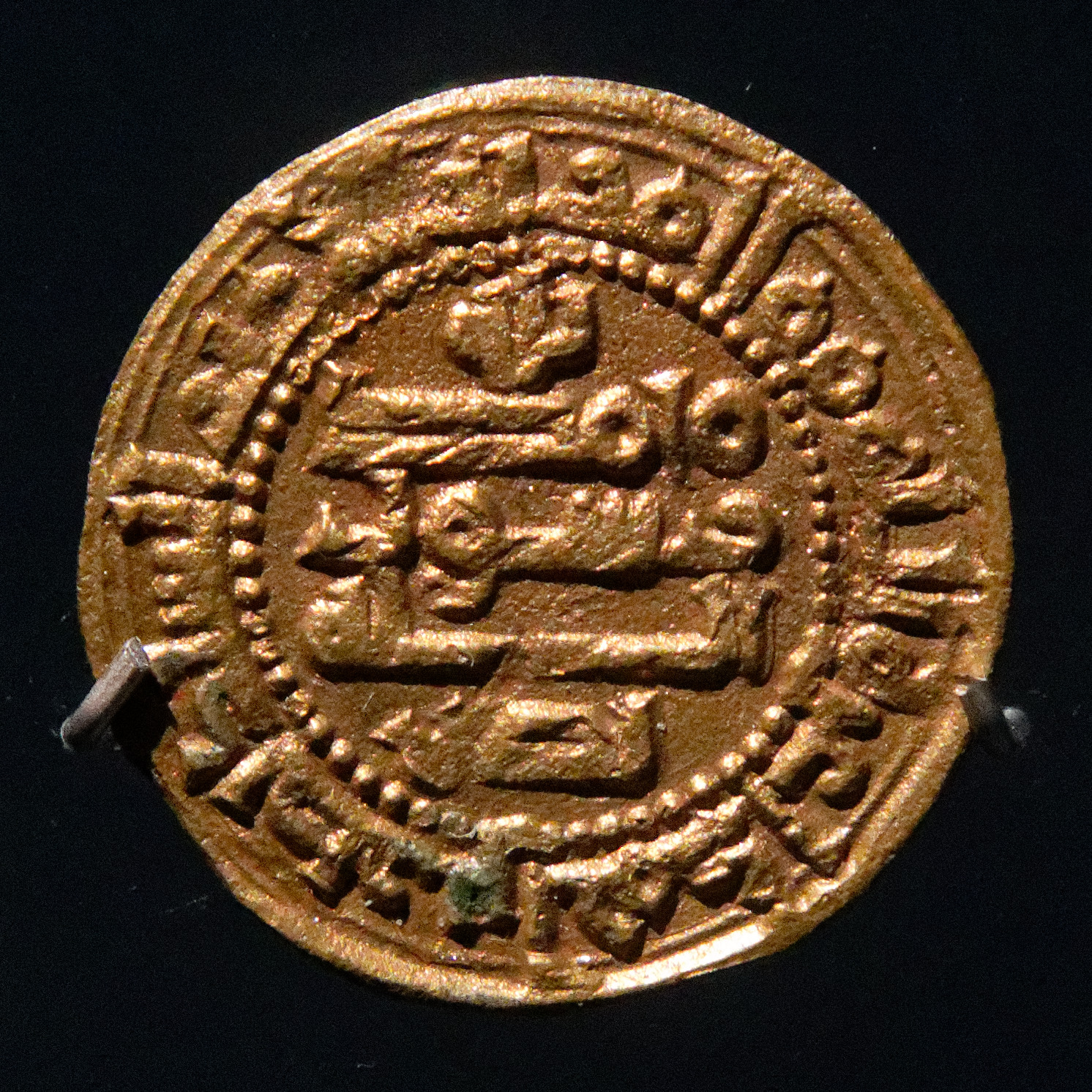
Coin Ismail Samani
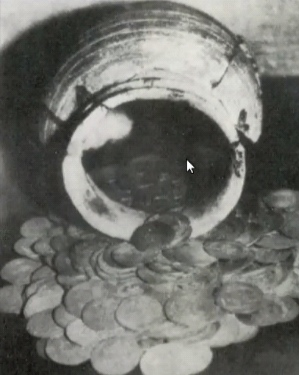
Arabiska mynt från handeln med saqaliba-slavar.